# Municipio de White Oak (condado de Sebastian)
El municipio de White Oak (en inglés: White Oak Township) es un municipio ubicado en el condado de Sebastian en el estado estadounidense de Arkansas. En el año 2010 tenía una población de 608 habitantes y una densidad poblacional de 16,01 personas por km².

## Geografía
El municipio de White Oak se encuentra ubicado en las coordenadas 35°10′6″N 94°10′29″O / 35.16833, -94.17472. Según la Oficina del Censo de los Estados Unidos, el municipio tiene una superficie total de 37.98 km², de la cual 37,73 km² corresponden a tierra firme y (0,64 %) 0,24 km² es agua.

## Demografía
Según el censo de 2010, había 608 personas residiendo en el municipio de White Oak. La densidad de población era de 16,01 hab./km². De los 608 habitantes, el municipio de White Oak estaba compuesto por el 93,59 % blancos, el 0,16 % eran afroamericanos, el 2,96 % eran amerindios, el 1,97 % eran asiáticos, el 0,33 % eran de otras razas y el 0,99 % eran de una mezcla de razas. Del total de la población el 2,63 % eran hispanos o latinos de cualquier raza.